# Tremoschizodina fulgens
Tremoschizodina fulgens är en mossdjursart som beskrevs av Ernst Marcus 1955. Tremoschizodina fulgens ingår i släktet Tremoschizodina och familjen Stomachetosellidae. Inga underarter finns listade i Catalogue of Life.